# Mikhaïl Efimovitch Groum-Grjimaïlo
Mikhaïl Efimovitch Groum-Grjimaïlo (en russe : Михаил Ефимович Грум-Гржимайло), né à Saint-Pétersbourg en 1861 et mort à Moscou le 8 mai 1921, est un officier, inventeur et explorateur russe.

## Biographie
Comme ses frères, Grigori et Vladimir, il étudie au 3e gymnase militaire de Saint-Pétersbourg. Il entre au service le 15 juin 1878. Diplômé de l'école d'artillerie Mikhailovsky en 1881, il est libéré avec le grade de sous-lieutenant dans la 2e brigade d'artillerie des Life Guards. En 1886, il est diplômé de l'Académie d'artillerie Mikhaïlovski.
Il voyage dès 1887 avec son frère Grigori dans le Pamir, au lac Karakul et dans les monts Muztag puis, toujours avec lui, après une expédition dans l'Oural (1888), explore l'ouest de la Chine (1889-1890). Les deux explorateurs rapportent de leurs périples d’importantes collections d'entomologie.
Élu membre de la Société de géographie de Russie, il reçoit, un des tout premiers, la médaille N. M. Przhevalsky en 1891.
De 1892 à 1898, il enseigne la géographie militaire à l'école des cadets de Saint-Pétersbourg.
Pendant la guerre russo-japonaise, il est instructeur dans la formation des batteries de montagne de la 18e unité pédestre et de la 4e cavalerie. En mai 1907, il est promu général de division et nommé commandant de la 41e brigade d'artillerie. Il prend sa retraite en 1908.
Après le déclenchement de la Première Guerre mondiale, il reprend du service ; de juin à décembre 1915, il est inspecteur d'artillerie du 43e corps d'armée et à partir du 17 décembre 1915, passe dans la réserve des grades au quartier général du district militaire de Petrograd. Pendant la guerre civile, il sert dans les forces armées du sud de la Russie.
En 1918-1920, il est à Bakou. En septembre 1920, alors qu'il se rend à Moscou, il est arrêté dans le port de Petrovsk. En janvier 1921, il est envoyé à Moscou et incarcéré à la prison de Boutyrka. Depuis le printemps 1921, sa famille est sans nouvelles de lui. Le 26 août 1921, le frère de sa femme, Mikhail Nikolaevich Leman, s'adresse au Comité international de la Croix-Rouge pour obtenir de l'aide afin de connaître son sort. Il reçoit un certificat de la Cheka mentionnant que M.E. Grum-Grzhimailo est décédé le 8 mai 1921 à l'hôpital de la prison.

## Inventions
M. E. Grum-Grzhimailo a développé un dispositif optique qui est devenu d'usage général pour l'entraînement des artilleurs d'artillerie de campagne, de forteresse et de siège, un viseur à arc avec un goniomètre.
On lui doit aussi une selle d'équitation qu'il a développée (modèle 1910), adoptée en son temps par l'armée russe.
En outre, il a aussi conçu des valises à roulettes, un lit de camp, un sac de couchage, ainsi qu'une cuisine de campagne à roulettes, qui permet de cuisiner des plats chauds sur le pouce (homologué à l'usage des troupes en 1912).

## Récompenses et distinctions
- Médaille d'argent de Przewalski (1891)
- Ordre de Sainte-Anne, 3e classe (1901)
- Ordre de Saint-Stanislas, 2e classe (1905)
- Ordre de Saint-Vladimir, 3e classe (1906)
- Ordre de Saint-Stanislas, 1re classe (1915)

## Publications
Outre des articles, on lui doit les ouvrages :
- Opisanīe puteshestvīi︠a︡ v Zapadnyĭ Kitaĭ, 1896 (avec son frère Grigori)
- Телефон и его вьюк для полевых и горных скорострельных батарей, СПб.: Т-во худож. печати, 1905.
- О страховании скота: [Докл. Комис. Палаты по скотоводству, чит. М.Е. Грум-Гржимайло на общ. собр. Палаты 15 марта 1914 г.]. - Петроград: тип. т-ва п./ф. « Эл.-тип. Н.Я. Стойковой », 1915.